# Fernando Fueyo
Fernando Fueyo Laneri (Iquique, 5 de diciembre de 1920-Melipilla, 18 de enero de 1992) fue un abogado y jurista chileno, especializado en derecho civil.

## Biografía
Estudió las humanidades en el Colegio San Ignacio de Santiago de Chile, siendo alumno de Alberto Hurtado, y luego en el Instituto Nacional. Sus estudios superiores los cursó en la Facultad de Derecho de la Universidad de Chile, donde ingresó en 1939. Egresó de dicha universidad con la tesis Ensayo de diccionario jurídico y razonado del Código Civil chileno, siendo aprobado con distinción máxima.
Fue nombrado profesor de derecho civil en su alma mater en 1953, y en 1988 se integró como profesor titular de la misma cátedra en la Facultad de Ciencias Jurídicas y Sociales de la Universidad Diego Portales. Se desempeñó como abogado integrante en la Corte de Apelaciones de Pedro Aguirre Cerda (hoy Corte de Apelaciones de San Miguel) entre 1983 y 1987, y en la Corte Suprema.

## Obras
- Teoría general de los registros (1982)
- Instituciones de derecho civil moderno (1990)
- Cumplimiento e incumplimiento de las obligaciones (2004)